# Svenska Dagbladet
«Све́нска да̀гбла́дет» (швед. Svenska Dagbladet, SvD, или же Svenskan — «Шведская ежедневная газета») — шведская ежедневная утренняя газета-таблоид, основанная в 1884 году, позиционируемая как «независимая умеренная». Редакция размещена в Стокгольме. На сегодняшний день принадлежит норвежскому издательскому концерну «Schibsted». Её выписывают и покупают почти по всей стране. Главным редактором и ответственным издателем с 2002 года по август 2013 года являлась Лена K. Самуэльссон, её сменил Фредрик Карен. Главный политический редактор с 2004 года — П. И. Андерс Линдер.
Из всех печатных органов Швеции «Свенска дагбладет» и «Сканска дагбладет» получают наибольшую финансовую помощь от государства. В 2008 году каждая из них получила 65 миллионов крон.

## История
«Свенска дагбладет» была основана в 1884 году. Первый номер вышел 18 декабря. Этому способствовали, прежде всего, будущий первый редактор журнала Аксель Ядерин (1850—1925) и второй редактор Оскар Нурен (1844—1923). Номер газеты стоил в Стокгольме пять эре, а за пределами столицы — десять эре. Первый номер содержал только прогноз погоды и анонсы. Крупнейшей новостью того года было обвинение Юхана Стриндберга в кощунстве, которое он якобы допустил в сборнике «Рассказы о браке».
В 1885—1887 годах выходили также вечерние выпуски. Сначала газета придерживалась консерватизма, но с 1897 года, когда главным редактором стал Хельмер Кей, сместилась в сторону либерализма. В первый период его работы с газетой сотрудничали, в частности, Вернер фон Хейденстам и Эллен Кей. В 1907—1909 годах должность главного редактора занимал Густаф Сефелиус (швед. Gustaf Zethelius), но вскоре на это место вернулся Кей и работал там вплоть до 1934 года. В 1910 году газета уклонилась вправо и стала умеренной. С 1977 года она позиционируется как независимая умеренная, «а это означает смесь либерально-консервативных идей рыночно-экономического направления». Газета значительно отличалась от других тем, что на её первой странице всегда были только анонсы.
Сначала редакция расположилась на углу улиц Кунгсгатан и Васагатан. В 1887 году переехала на Кардуансмакаргатан, 12, а в 1897 новым центром стал дом на перекрестке улиц Клёра сёдра чюркогота и Кардуансмакаргатан. В 1915 владельцы газеты приобрели дом № 11 по улице Кардуансмакаргатан и за счёт этого расширили площадь редакционного помещения. В 1962 году редакция перебралась на Роламбсвеген, 7, в 1995 — на Ёвельсгатан, 28. В 2003 году резиденцией журнала снова стал центр Стокгольма, на этот раз улица Мэстэ Самуельсгатан. В 2010 году концерн Schibsted разместил свои подразделения, в том числе «Свенска дагбладет» и вечернюю газету «Афтонбладет» в доме под названием Кунгбругусет. Большую часть тиража журнала «Свенска дагбладет» выпускала типография в Сёдертелье.
Ежегодно журнал назначает такие награды, как Литературная премия газеты «Свенска дагбладет», Золотая медаль газеты «Свенска дагбладет» за лучшие спортивные достижения года, Оперная премия газеты «Свенска дагбладет» и Thaliapris для деятелей театра.
В 1923—1964 газета «Свенска дагбладет» выпускала ежегодник Svenska Dagbladets årsbok. Он входил в состав ежегодника Anno, который публиковало издательство «Корона». В 1960 увидела свет «История газеты „Свенска дагбладет“ за 1884—1940 годы» (швед. Svenska Dagbladets Historia 1884—1940). Первую часть редактировал Ивар Андерссон. В 1965 вышла вторая часть под названием «Литература, искусство, театр и музыка в газете „Свенска дагбладет“ в 1897—1940 годах» (швед. Litteratur, konst, teater och musik i SvD 1897—1940). В юбилейном, 1884 году вышел третий том под редакцией Элизабет Сандлунд «„Свенска дагбладет“ под управлением Ивара Андерссона, 1940—1955» (швед. SvD under Ivar Anderssons tid 1940—1955) (ISBN 91-7738-057-6). Четвертую часть должен подготовить Ларс Лагерстедт. Она должна показать общее состояние вещей в газете, рабочие условия и их влияние на содержание газеты.
В 1974 году в газете появилась «Idagsidan» («Актуальная [нынешняя, сегодняшняя] страница»), на те времена новинка в газетной журналистике. На этой странице публиковались статьи о взглядах на жизнь, о социальных и философских вопросах. Вели её две журналистки — Марианна Фредрикссон и Ами Леннрот. К столетнему юбилею в 1984 году опубликовано издание «100 лет со „Свенска дагбладет“ 1884—1984» (швед. 100 år med Svenska Dagbladet 1884—1984) под редакцией Ларса Ледерстедта. Оно состоит из факсимиле избранных страниц за все сто лет, а также с краткого резюме за каждое десятилетие. Также вышел в свет юбилейный номер формата A4: «Столетнее приключение!» (швед. Ett hundraårigt äventyr!) с ностальгическим обзором этих лет.

## Части газеты
«Свенска дагбладет» состоит главным образом из трёх частей таблоидного формата. Главная часть — это важнейшие местные и зарубежные новости, спорт, а также «Актуальная страница» и прогноз погоды.
Вторая часть — экономическая с новостями об экономике и промышленности, о бирже и частном предпринимательстве. Еженедельно здесь дают репортаж, называемый N. В 2005 «Свенска дагбладет» и «Афтонбладет» открыли деловой сайт E24.se и сотрудничали до 2012 года. Потом «Свенска дагбладет» открыла новый сайт — Nliv.se.
В части «Культура» печатаются новости о культуре, музыковедческие, киноведческие и театроведческие статьи и рецензии, репортажи. Также публикуются радио- и телепрограммы. В пятницу, субботу и воскресенье выходит блок под названием К. В этой части ежедневно публикуют эссе на академическую тему. В субботу выходит приложение с городскими новостями Magasinet med SvD. Кроме всего прочего, оно содержит также материалы о жилье, мебели и саде.
Раньше каждую пятницу выходил журнал-приложение «Мой праздник» (швед. Min Helg) о городской жизни, еде, моде, красоте, здоровье и прочем. Здесь публиковали оценки ресторанов и кафе, телепрограммы на неделю и советы на тему культурного отдыха. В 2009 году это приложение закрыли и начали печатать подобные материалы на страницах раздела культуры. Кроме того, раз в квартал «Свенска дагбладет» выходит с приложением о еде — в сотрудничестве с кулинарным сайтом Tasteline, принадлежащим концерну Schibsted. Выходят также приложения «Сценическая осень» (швед. Scenhöst) и «Сценическая весна» (швед. Scenvår). Готовят также попутные выпуски, посвящённые важным событиям — например, Олимпийским играм, чемпионатам мира по футболу и к выборам риксдага.

### «Актуальная страница»
«Актуальная страница» (швед. Idagsidan, можно также перевести как «сегодняшняя» или «нынешняя страница») — раздел газеты, посвящённый психологии, экзистенциальным, половым и гендерным вопросам, темам о детях и молодежи, о тенденциях развития общества, о гигиене и здоровье. Серии статей такой тематики стали постоянной приметой этой страницы. Редакция даёт много места — как на страницах газеты, так и в виртуальном пространстве — на то, чтобы читатели высказали своё мнение и рассказали свои истории.
Эту страницу основала как редактор в 1974 году Марианна Фредрикссон. Первая серия статей называлась «Болит душа» (швед. Ont i själen) и была посвящена психическим расстройствам. Появилось новое направление, которое стали называть «журналистикой точки зрения» (швед. insiktsjournalistik). И раньше в газете помещали виньетку «Сегодня» (швед. Idag), но тогда речь шла об очерках и фельетонах. В Интернете «Актуальную страницу» можно найти по адресу www.svd.se/idag с 1999 года.
Под влиянием серий статей, опубликованных на «Актуальной странице», появляются новые шведские слова. Например, «maskrosbarn», «curlingföräldrar» и «kvartslivskrisen». На русский их можно приблизительно передать как «дети-одуванчики», «кёрлинг-родители» (то есть такие, которые вмешиваются в жизнь детей и, образно говоря, прокладывая им дорожку, как в кёрлинге) и «кризис четверти жизни».
В 2006 году общество «Наука и народное образование» (швед. Vetenskap och Folkbildning) выдвинуло редакцию «Актуальной страницы» на присвоение звания «Обманщик года» «за публикацию серии статей о так называемой энергетической медицине».